# Tibetmuntjak
De tibetmuntjak (Muntiacus feae)  is een zoogdier uit de familie van de hertachtigen (Cervidae). De wetenschappelijke naam van de soort werd voor het eerst geldig gepubliceerd door Thomas & Doria in 1889.